# Острогозький полк
Острогозький (Рибенський) слобідський (черкаський) козацький полк  — адміністративно-територіальна і військова одиниця Слобідської України у 1652–1765 рр. Найсхідніший полк козацької України, більша частина території якого знаходиться зараз у складі Росії, на Східній Слобожанщині. Полковий центр — місто Острогозьк (інша назва — Рибне, нині на території Воронізької області Росії).
Перший слобідський полк, сформований на Слобожанщині у 1652—1658 роках із переселенців з Лівобережної та Правобережної України. У 1652 році Іван Дзиковський очолив переселенців — реєстрових козаків Чернігівського і Ніжинського полків у кількості 2000 чоловік, з родинами та майном, які заснували місто Острогозьк. Дзиковський згодом і став острогозьким полковником.
Складався із 7 сотень, які називалися від прізвищ своїх сотників чи від тих місцевостей, звідки прибули: Остапова, Дубовика, Іванова, Батуринська, Конотопська, Карабутинська, Бутурлинська. Сотенні містечка — Білолуцьк, Ольшанськ, Старобільськ, Євдаківка, Усерд та ін.
З часом територія полку розширилася за рахунок переселенців з Гетьманщини та інших частин України.
У 1670 році вибухнуло повстання в Острогозькому полку, пов'язане з селянською війною під проводом Степана Разіна. Повстання, яке очолив старий полковник Іван Дзиковський, на короткий час ліквідувало московську владу на сході Слобідської України. Незабаром воно було придушене й Дзиковський з дружиною Євдокією та більшістю повстанців потрапили в полон і були страчені. У наступні роки полковниками були Герасим Корибут (1671—1680), Іван Сас (1680—1693) та інші.
У XVIII ст. полк очолювали вихідці із роду Тевяшових (Іван, Іван Іванович, Степан Іванович). У другій половині 18 століття полк поділявся на такі сотні: Перша Острогозька, Друга Острогозька, Третя Острогозька, Ливенська, Уривська, Корочанська, Закотна, Білолуцька, Біловодська, Калитвинська, Богучарська, Толучіївська, Міловська, Калачіївська.
Після ліквідації московським урядом козацького самоврядування на Слобідській Україні 1765 року був розформований, його козаки склали основу Острогозького гусарського полку російської армії.
Територія Острогозького полку увійшла до складу Острогозької провінції Слобідсько-Української губернії.

## Передумови появи

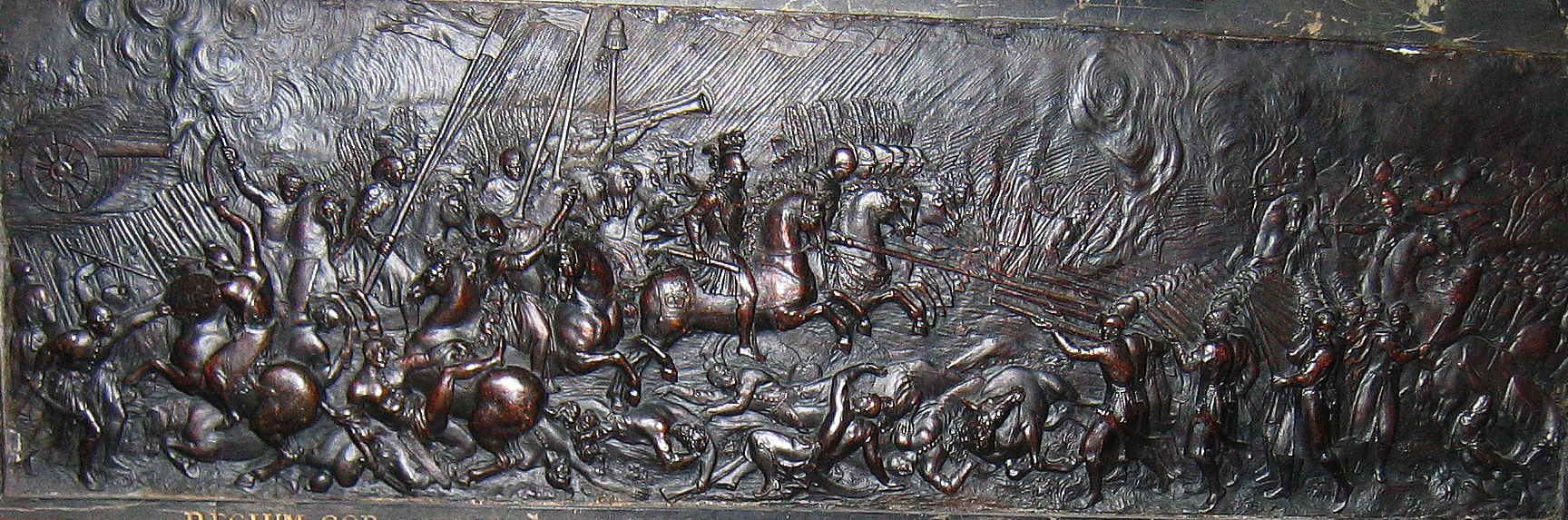
Берестецька битва 1651 року, тріумфальна панель короля Яна II Казимира. Гробниця короля Яна II Казимира в соборі Сен-Жермен, Париж

Заселення цих земель українськими козаками (черкасами) відбувалася і раніше 1652 року. 1648 поблизу Воронежа утворюються перші українське поселення: слобода Черкаська Гвоздевка і слобода Ендовіци. Протягом 5 років утворюються українські міста — фортеці Землянськ, Оскол і сотенні містечка Таліца, Олим, Чернава, Короча, Бистриця, Дівиця, Стреліца, Вільшани, Лівни, Ури, Полат.
Причини переселення з Правобережної України в Дике поле полягає в програші військами Хмельницького у битві під  Берестечком в 1651 році. Західна частина по Польсько-Російському договором, була закріплена знову за Річчю Посполитою. Гетьман Богдан Хмельницький видав універсал, що дозволяє населенню переселяться на землі Московського царства.
Після смерті гетьмана  Богдана Хмельницького, влада перейшла до рук пропольськи налаштованого гетьмана  Івана Виговського. Почався період громадянських воєн (1657—1658 роки), між прихильниками московського і польського курсу, так звана « Руїна». Населення знову починає тікати на спокійніші російські території.

## Структура полку
Острогозький полк з початку своєї появи мав ряд відмінностей від інших слобідських полків.
Полковники цього полку з самого початку затверджувалися на своїх посадах центральним урядом, старшина не мала такої автономії як в інших полках.. У зв'язку з цим список полковників цього полку до 1700 року не настільки чітко подається поруч істориків. У 1705 році полк був переданий у відання Наказу Адміралтейських справ у Воронежі. Полковник мав право видавати укази, за своїм підписом — універсали. Символом полковницької влади був шестопер (пернач, різновид булави шестигранної форми), полкова корогва, полковницька друк.
Полкова старшина (штаб) складалася з шести осіб: полковий обозний, суддя, осавул, хорунжий і два писаря.
- Полковий обозний — перший заступник полковника. Завідував артилерією і кріпак фортифікацією. У відсутності полковника заміщав його, але не мав права видавати накази-універсали (на відміну від наказного полковника).
- Суддя — завідував цивільним судом в полковій ратуші.
- Осавул — помічник полковника у військових справах.
- Хорунжий — командир «хорунжевих» козаків, охорони полковника і старшини. Завідував полковою музикою і відповідав за збереження хоругви (прапора полку).
- Писарі — секретарі в ратуші. Один завідував військовими справами, другий — цивільними.

Полк ділився насотні.
Сотня — адміністративно-територіальна одиниця в складі полку. Сотня очолювалася сотником. Він мав широкі військовими, адміністративними, судовими і фінансовими повноваженнями. Призначався полковниками з числа старшини.
Сотенна старшина (штаб) складалася з сотника, сотенного отамана, осавула, писаря та хорунжого. Посади по обов'язків збігалися з полковими:
- Сотенний отаман — заступник сотника. Втілював у собі обов'язки обозного і судді на сотенному рівні.
- Осавул — помічник сотника у військових справах.
- Писар — секретар.
- Хорунжий — завідував прапором сотні, на якому зображувалася емблема сотні, в основному християнська. Це могли бути хрест, ангел, ангел-охоронець, архангел Михайло, сонце (Ісус Христос), діва Марія, а також військові атрибути. З 1700-х років прапори стають двосторонніми — на кожній стороні різне зображення. Також на ньому позначалися полк і назва сотні.

## Полковники

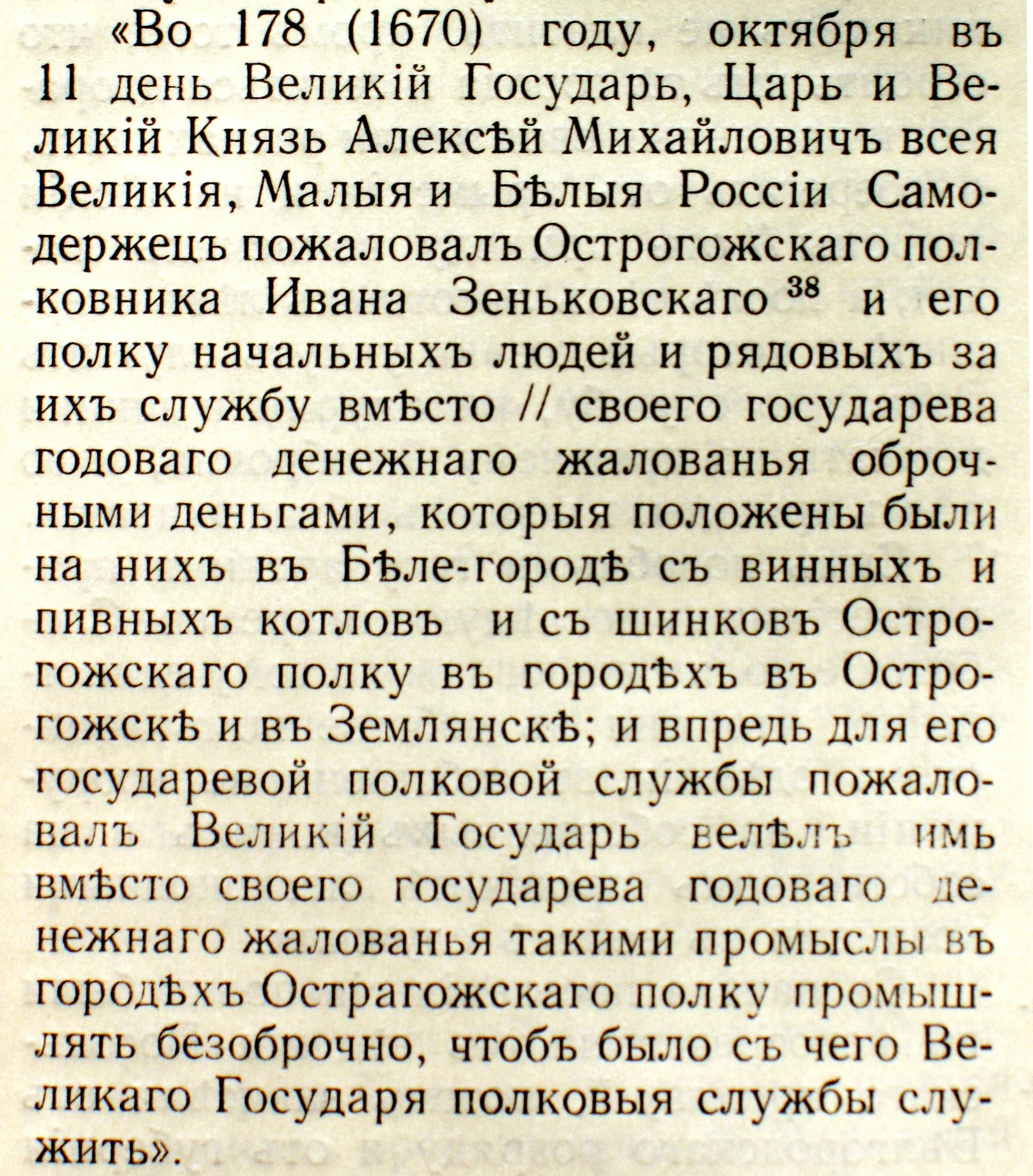
Грамота Острогозькому полковнику Івану Зіньківському від царя Олексія Михайловича, 1670

- Іван Зіньківський (1652—1670)[3]
- Михайло Ґонта (1670—1671)
- Гарасим Корибут (1671—1680)
- Іван Сас (1680—1693)
- Петро Буларт (1693—1698)
- Федір Кукіль (1698—1704)
- Іван Тев'яшов (1704—1725)
- Іван Тев'яшов (1725—1757)
- Степан Тев'яшов (1757—1765).

Зліквідовано 1765-го року.

## Сотні
У першій третині 18 століття полк складався з наступних сотень:
- Перша Острогозька (Острогожськ)
- Друга Острогозька (Острогожськ)
- Лівенська (Лівни)
- Корочанська (Короча)
- Білолуцька (Білолуцьк)
- Старобільська (Старобільськ)
- Закотенська (Закотне)
- Уривська (Урив)
- Богучарська (Богучар)
- Калитвянська (Стара Калитва)
- Толучіївська (нині не існуючий населений пункт Толучіїв, у Воронізькій області)
- Міловська (Старе Мілове)
- Калачіївська (Калач, сотня включала Новомілове, Вороб'ївку, Березівку, Микільськ, Рудню і Ширяєве з хуторами.)

## Населення
Населення полку поділялася на такі шари:
- Виборні козаки
- Козацькі свойственники
- Козацькі підпомічники
- Міщани
- Священнослужителі
- Інородці
- підсусідки і захребетники (безземельні батраки)

При цьому московські служилі люди перебували у віданні воєводи.

## Повстання Разіна і Булавіна
Див. також Повстання Степана Разіна
Донські козаки починають поступово втрачати свої північні території. Російський уряд роздає козацькі юрти як платні своїм служивим людям, орендарям і козакам Острогозького полку.
Це не могло не викликати невдоволення в середовищі Донського козачого Війська, а так само кочових калмиків і ногайців. Російська експансія викликала зворотну реакцію, в результаті чого в 1672 році Дон повстав. На чолі повсталих став козак Степан Разін, батьки якого походили з місцевих Воронежських козаків. Відвойовувати у царя батьківські землі вирушив брат Степана — Фрол Разін. До нього приєдналося все місцеве населення, в тому числі козаки Толучіївської сотні, калмики і ногайці. Вони розорили всі факторії орендарів-промисловиків і скити ченців тамбовського єпископа, очистивши хоперсько-дінський простір від прибульців. Прорватися за межу до Воронежа повсталим не вдалося. Під фортецею Коротояк на чудові горах вони зазнали поразки і пішли на Хопер.
У результаті придушення повстання Степана Разіна російський уряд відбирає у Донського Війська землі на південь і південний схід від Воронежа. Спроби заселити нові землі успіху не мали. Козаки з калмиками і татарами здійснюють вторгнення, плюндруючи поселення. В кінці 17 століття у Середньо-Донських степах скупчуються десятки тисяч старовірів, втікачів-рекрутів і робітних людей з Воронежських корабельних верфей. Послана царем Петром І каральна експедиція по затриманню і поверненню на колишні місця проживання всіх втікачів, викликала масове невдоволення і послужила приводом повстання, на чолі якого став Кіндрат Булавін. Повстання охопило Середній Дон, Хопер і Сіверський Донець. У числі селищ півдня сучасної Воронезької області до повсталих приєдналися жителі поселень Толучієва, Богучар та Айдару. При цьому козаки слобідських полків, в більшості повстанців не підтримали, а залишилися вірними уряду. В 1670 острогозькі козаки підтримали бунтівних разінців: полковник Дзиковський, раніше знайомий з Разіним, велів відкрити ворота фортеці і хлібом-сіллю зустріти разінського отамана Колчева. Однак скоро незгодна козацька старшина на чолі з сотником і наказним отаманом Герасимом Карабутом схопила заколотників, а далі з ними вчинили відповідно до звичаїв того часу.
У складі зведеного загону Острогозький черкаський козацький полк брав участь у великій битві на схід від Воронежа на річці Курлак. У дводенному бою брало участь кілька десятків тисяч осіб з обох сторін. Урядові війська втратили тільки вбитими понад 2 тисячі осіб.
Серед повсталих втрати були значно більшими. Булавінці так і не змогли прорватися до Воронежа і, кинувши обоз, артилерію, скарбницю і прапори, відійшли через Толучеївські степи на пониззя Хопра. Переслідуючи відступаючих, урядові війська знищують всі козацькі поселення по Толучеєвій, Айдарі і Богучару. На Дону в центрі відторгнутих земель Донського війська споруджується фортеця Павловськ, в якій розміщується великий гарнізон військ.
На найтривожнішому південно-східому напрямку, що проходить по Толучеєвським степам, було вирішено поселити українських козаків Острогозького полку. Толучеївська лінія повинна була прикрити далекі підступи до Павлівської фортеці і корабельних верфей на Осереді, Битюгу, Ікорці.
Очолює Воронізьке Адміралтейство Апраксин Ф. М. Острогозький полковник Ляльок наказує переселити на Толучеєву, Богучар і Айдар українських козаків з Землянська, Оскола, Талицька, Чернавський, Корочі, Урива, Перлевки, Ендовиць, Гвоздьовки, Олима та інших місць Острогозького полку, які в силу обставин, що склалися виявилися до початку 18 століття, опинилися в глибокому тилу на північ і захід від Воронежа.
Полкова старшина протягом ряду років не могла почати переселення козаків через незнання ними місцевості для поселення. Це дратувало адмірала Апраксіна Ф. М. і свій указ він дублював ще кілька разів. У результаті перші похідні обози козаків потягнулися на Толучеєву, Калитву, Богучар і Айдар лише в 1712—1715 роках. Спочатку поставили на старих козацьких містечках донських козаків невеликі остроги. Як правило, це були кручі на гирлах річок. В умовах степу ще з давніх часів ці місця використовувалися для влаштування фортець, по Толучеєвій були утворені поселення поблизу гирла з Доном (Толучеєва), на гирлі Крейдяної (Крейдова) і на гирлі з Підгірної (Калайчі). Слідом за першопоселенцями на Толучеєву потягнулися свойственники козаків та їх подпомічники. Переселенці рухалися великими колонами з домашнім скарбом, худобою, кіньми, птицею. Разом з ними слідували похідні церкви, обози з провіантом, фуражем і зерновим хлібом. За три роки спорожніли такі значні міста-фортеці як Оскіл, Землянськ, Талицьк і Чернава. Толучеївску долину населили козаки Землянської сотні. У перший же рік, коли почалося облаштування Толучеєвскої лінії, на переселенців напали козаки Булавінського отамана Некрасова і калмики. Сильний бій відбувся біля Міловського містечка і Калача. Завдяки сміливим і рішучим діям Калачєєвського сотника Дем'яна Варави нападники були відбиті.
Пішовши на Битюг, калмики і некрасівці почали громити Двірцеву царську волость. Повертаючись назад по Толучеєво-хоперському вододілу, отаман Некрасов направив до Калача своїх парламентарів, які просили по добру піти з Толучеєвої: "…. а кому землі мало йдіть до нас на Кубань. Коли не буде на нашу ми з тебе Варава здеремо плисовий каптан …. ". Ногайські ж татари заявили, що на Толучеєвій колись їх хан втратив свою червону шапку за якою вони ще повернуться..

## Заснування Толучиївської, Мілової і Калачиївської сотень
Поселення козаків по Толучиї спочатку були включені до складу Павловського повіту. З поселенців утворюють три адміністративно-територіальні одиниці: Толучиївська, Міловська і Калачиївська сотні. Спочатку вони підпорядковувалися Павловському коменданту, але потім територіально і адміністративно увійшли до Острогожський козацький полк.
Полкова старшина, зацікавлена в освоєнні земельних просторів, увійшла до складу полку, «накликає» з малоросійських полків Лівобережної та Правобережної України нових козаків-переселенців. Більшість з них поселяється по Айдару, Богучару і Толучеєвій.

## Заселення Приайдарщини
Землі і поселення вздовж Айдару після їх «разорєнія» в 1709 році майже опустіли. Того ж року Петро І дозволив українському населенню Острогожського полку засновувати поселення від Закотного (нині в Новопсковському районі Луганської області) до слободи Ровеньки (Білгородська область РФ). Місцеве населення, яке вціліло, виходило з вербових гаїв та очеретів після каральних акцій за підтримку повстання К. Булавіна і вкотре, як і після татарських спустошень, відроджувало слободи по Айдару. Але чорноземи чекали своїх господарів, «освячених» царським «повєлєнієм». Та лише в 1716 році Воронєжська губернська канцелярія предписала Острогожському полковнику І. Тевяшову частину козаків його полку перевести і поселити по річкам Айдар, Богучар і Тулучаїв. І знову щось не склалося в ланцюжку «губернська канцелярія» — «полкова канцелярія». Переселення українців з верхнього Подоння (нинішня Воронежчина) тоді так і не почалося.
Днем приписки північної Приайдарщини (Старобільськ — Білолуцьк і вище) до Острогожського полку мало б стати 6 травня 1709 року, коли полковник Тевяшов своїм листом до Приказу Адміралтійських справ «просився» на береги Айдару. Але на Приайдарщину слобідські козаки переселились лише в 1732 році, — тоді партії переселенців із сіл Пернівка, Єндовище, Гвоздівка і Урив були переведені в Стару Білу, Закотне, Осинівку і Білолуцьк. Власне, ця дата, — 1732 рік, — показує межі Острогожського полку так, як це зображено на карті (див. мал.2) — з розселенням острогожців по річці Богучар і Новою Білою на річці Білій, лівій притоці Айдару.

## Розформування
У 1765 році з приходом до влади імператриці Катерини II починається «рассказачіваніе» України. На той період основні важелі влади по півдню країни на Кубані, Дону і України були зосереджені у гетьманів, генеральної і полкової старшини, які в будь-який момент могли зібрати Військову Раду і поставити питання про вихід зі складу Росії. Така «військова демократія» не влаштовувала імператорське оточення. Було прийнято рішення «реорганізувати» всі козацькі полки півдня країни. Перший жереб випав на Слобідську Україну. У тому ж році до Харкова прибуває комісія, яка починає розслідування нібито численних скарг козаків на дії полкової старшини. Дійсно, були виявлені окремі факти захоплення громадських полкових земель, казнокрадство, продаж посад за гроші, порушення діловодства тощо
Однак на боєздатність полку та громадські звичаї це ніяк не впливало. У цілому огляд полків показав їх відмінну виучку і злагодженість. Тим не менш, уряд приймає рішення перетворити Слобідські козацькі полки в гусарські. Щоб не розбурхувати населення, уповноважені від уряду роз'яснюють про переваги даного рішення. Відтепер утримувати гусарські полки буде центральна влада, а не місцеве населення. Замість постійних зборів на коней, амуніцію, озброєння, фураж, провіант, платню і т. д. вводився єдиний подушний податок, який надходить в казну. Козацькі підпомічники (практично все основне населення) звільнялося від батрацьких робіт у козаків, отаманів, осавулів, сотників і інших посадових осіб. Замість цього сотенна і полкова адміністрація переходила на постачання держави і отримувала платню з казни. Козаки і підпомічники переводилися в стан військових обивателів. Частина пільг, даних урядом Петра I, зберігалися. У військових селищах дозволялося для місцевого споживання займатися винокурінням та іншими промислами без сплати податків. Військові жителі і міщани, за жеребом, переводилися на формування територіальних гусарських полків постійного складу. Решта проходили навчальні збори і при початку бойових дій перебували у складі маршових ескадронів на поповнення гусарських полків.
Козацькі посади переводяться у загальноросійські армійські або статські чини, відповідно до Табелі про ранги. Полкова старшина у правах прирівнювалася до загальноімперського дворянства. Всі полкові та сотенні форми правління скасовуються. На території Острогозького, Ізюмського, Харківського, Сумського і Охтирського полків утворюються однойменні провінції. Всі провінції утворюють Слобідсько-Українську губернію. Згодом Острогозька провінція входить до складу Воронезької губернії, а з решти утворюють Харківську губернію.
Території полкових сотень об'єднують в комісарства. Так з Толучеївської, Міловської і Калачеївської сотень утворюють Міловськое комісарство з адміністративним центром у слободі Стара-Мілова. При цьому Старо-Мілове перейменовують в містечко Стара Мілова. У Міловому облаштовується земляна фортеця з ровом, валом і частоколом. Тут же влаштовуються: комісарське правління, канцелярія, суд та інші органи місцевої влади. Територія Міловського коміссарства охоплювала весь південний схід Воронезької губернії (сучасні Воробйовський, Калачеєвський, Петропавлівський і частина Богучарського районів).

## Козацький однострій (1743 рік)
Під час комісії генерал-аншефа Шаховського О. І. було запропоновано ввести для українських козаків однотипні однострої. За правління Шаховського (до 1736 року), ця думка так й не знайшла підтримки, але до неї повернулися в 1743 році, за часів російської імператриці Єлизавети Петрівни. Започатковується єдиний однострій для Слобідських козацьких полків. Верхній одяг — кунтуш із прорізними рукавами синього кольору. Кунтуш був обшитий срібною тесьмою та шнурами. Кунтуші для всіх полків були однакові.
Жупан та шаровари були полкових кольорів.
| Ізюмський полк | Острогозький полк      | Охтирський полк | Сумський полк  | Харківський полк |
| -------------- | ---------------------- | --------------- | -------------- | ---------------- |
| червоний       | червоно - помаранчевий | зелений         | світло — синій | жовтий           |

## Прапори
На прапорі Острогозького полку в XVIII столітті був зображений Саваоф (Бог-Отець). На прапорі першої сотні був зображений Ісус Христос, що благословляє в сяйві, та по боках 4 зірки, а на прапорі другої сотні — Благовістя в сяйві.

## Переклад старшинських посад вТабель про ранги(1765)

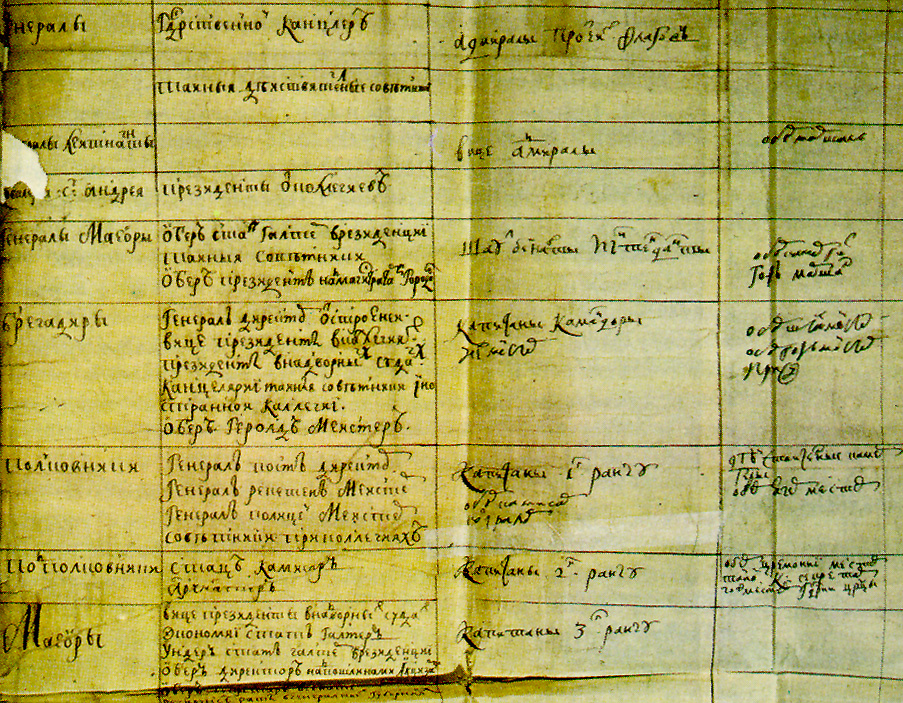
Табель про ранги

У зв'язку з переформуванням Острогозького слобідського козацького полку в регулярний гусарський полк, козацькій старшині було запропоновано вступити на службу у формований полк чи отримати відставку. Так як армійські чини присвоювалися на одну-дві сходинки нижче, а так само через те, що різниця в уряді козацького старшини і армійського офіцера не були рівноцінна, багато представників старшини вийшли у відставку. Середній же і рядовий козацький прошарки склали основу новосформованого полку.
Всі вийшли у відставку і продовжили служити отримали чини (військові і цивільні) відповідно до Табелі про ранги.
| Посада (козацька старшина) | Військовий чин           | Цивільний чин           | Клас                   |
| -------------------------- | ------------------------ | ----------------------- | ---------------------- |
| Полковник                  | Підполковник             | Надвірний радник        | VII                    |
| Обозний                    | Прем'єр-майор            | Колезький асесор        | VIII                   |
| Суддя                      | Секунд-майор             | Колезький асесор        | VIII                   |
| Осавул                     | Ротмістр                 | Титулярний радник       | IX                     |
| Хорунжий                   | Поручник                 | Губернський секретар    | XII                    |
| Сотник                     | Поручник                 | Губернський секретар    | XII                    |
| Старший полковий писар     | —                        | Губернський секретар    | XII                    |
| Молодший полковий писар    | —                        | Кабінетський реєстратор | XIII                   |
| Сотенний хорунжий          | Вахмістр                 | -                       | нижче табелі про ранги |
| Решта                      | Унтер-офіцери та капрали | -                       | нижче табелі про ранги |

Якщо ж представник козацької старшини не брав участі у походах, то він отримував чин, на щабель нижче встановленого. Наприклад: полковий обозний при перекладі на загальноімперську систему отримував чин прем'єр-майора, але якщо він не брав участі у походах, то міг розраховувати лише на чин секунд-майора.